# Hélène Édeline
Pour les articles homonymes, voir Édeline.

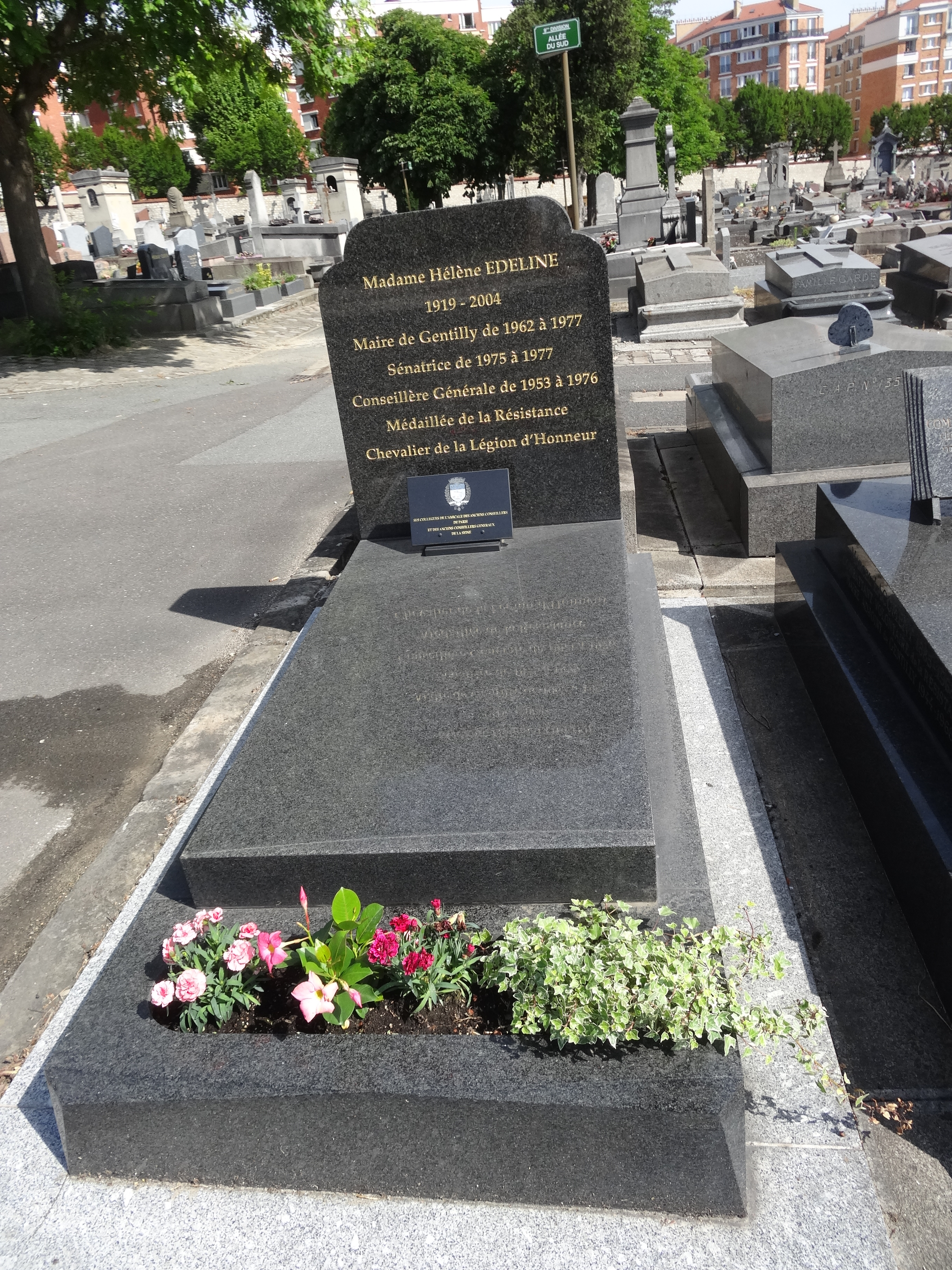
Tombe d'Hélène Edeline au cimetière de Gentilly (Val-de-Marne).

Hélène Edeline, née le 2 décembre 1919 à Paris et morte le 27 juin 2004 à Agen, est une femme politique française. Membre du Parti communiste français, maire de Gentilly, elle est sénatrice du Val-de-Marne de 1975 à 1977.

## Biographie
Lucienne Hélène Kleinhans est la fille d'une couturière et d'un inspecteur de police judiciaire.
En 1937, elle travaille comme sténodactylographe à la mairie de Gentilly. Membre de la JEC puis de la JOC, elle adhère au Parti communiste en 1938. La même année, elle épouse Antoine Édeline, professeur de mathématiques.
Révoquée de son emploi en avril 1940 parce que membre du Parti communiste, Hélène Édeline participe à l'action clandestine de la Résistance. À partir de 1943, elle sert d'agent de liaison entre Charles Tillon et Henri Rol-Tanguy. Parallèlement, elle aide les résistants de Gentilly, notamment à se procurer des tickets d’alimentation à la mairie. Elle reçoit pour son engagement la médaille de la Résistance, puis la Légion d’honneur en 1987, qui lui est remise par Marie-Claude Vaillant-Couturier.
Réintégrée à la mairie de Gentilly à la Libération, Hélène Édeline est élue conseillère municipale en avril 1945. Le maire Charles Frérot en fait sa deuxième adjointe de 1945 à 1959 puis sa première adjointe à compter de 1959. À la mort de celui-ci en 1962, elle lui succède jusqu'en 1977.
De 1953 à 1976, elle est également élue au conseil général de la Seine puis du Val-de-Marne. 
Candidate aux élections sénatoriales du 22 septembre 1968, elle devient sénatrice du Val-de-Marne le 1er mai 1975, remplaçant Louis Talamoni, décédé. Elle s'inscrit au groupe communiste et fait partie de la commission des affaires culturelles. Elle ne se représente pas aux élections de 1977.

## Détail des fonctions et des mandats
Mandat parlementaire
- 1er mai 1975 - 2 octobre 1977 : sénatrice du Val-de-Marne

Mandat municipal
- 1962 - 1977 : maire de Gentilly

Mandat cantonal
- 1953 - 1976 : conseillère générale de la Seine puis du Val-de-Marne

## Honneurs
- Médaille de la Résistance française[3]
- Chevalier de la Légion d'honneur